# Krčevina, Ormož
Krčevina je naselje v Občini Ormož.